# Ерос (філософія)
Ерос (від імені бога статевої любові в давньогрецькій міфології Ероса, сина богині кохання Афродіти та її постійного супутника) — статева пристрасть, глибинне відчуття, що розуміється як сила, яка організовує праматерію, бувши водночас джерелом її розвитку.

## Ерос у філософії
Ще Артур Шопенгауер дивувався тому, що любов служила матеріалом тільки для поезії, а не для філософії, якщо не брати до уваги досліджень Платона, Жана-Жака Руссо та Іммануїла Канта.
У давньогрецьких міфах ерос виступав як найбільше благо, що об'єднує життєвої сили, натхненного початку. Давньогрецькі мислителі, включаючи Арістофана, Платона, Аріксімаха, співвідносили ерос з тілесною і духовною любов'ю, з руйнівною пристрастю і з творчою енергією.
Ідеї Платона і Зиґмунда Фройда символізують два найглибших перевороти в осягненні ероса. Ними створено дві радикально протилежні концепції: один прагнув до філософського осягнення ероса, інший — до наукового.
Платон і Фройд трактували ерос як початкову потужну пристрасть. Але як пояснити любов — виявлення людської природи? Чому люди тягнуться один до одного? Як виникають ідеальні переживання? Різноманітні переживання любовної пристрасті — доля людини. Парадоксальні прояви ероса — таїнство. Тенденцію сексуального інстинкту (ероса) визначає принцип задоволення — чільний принцип психічного життя.
Зиґмунд Фройд вважав, що еросу протистоїть танатос (інстинкт смерті, потяг до смерті, інстинкт і потяг до агресії та деструкції) і що боротьба цих сил є активною, фундаментальною і визначальною підставою життя і психічної діяльності людини. Для психоаналізу характерно розуміння ероса і танатоса (і їх боротьби) як сил, спочатку присутніх в психічному житті і, як правило, тих що виявляються в перемішаному вигляді, в різних пропорціях. Психоаналіз твердить, що боротьба ероса і танатоса йде з перемінним успіхом, але результат її, зумовлений природою речей, може бути тільки один — урешті-решт, перемагає танатос.

## Вчення про ерос Платона
Платона лякала кожного дня картина безжальної і патологічної експлуатації закоханих одне одним. Він вважав, що все це є наслідком ненаситної і нестримної користі. І цю саму користь він не міг ясно відокремити від пристрасті, від чого вона опинилася приписана самому богу Еротові.
Складну проблему ероса Платон вирішує в діалогах «Федр» і «Бенкет». У діалозі «Федр» відтворюється осяяння, примиряє великого філософа з Еросом після багатьох років аскетичної боротьби з ним.
Очищення уявлення Платона про ерос, узяте в діалозі «Федр», було потім філософськи осмислено в «Бенкеті»). Замість того, щоб розсікати всю область еротичних явищ по горизонталі (на верх і низ), на духовне і матеріальне, на досяжне розумом і чуттєве, небесне і земне, — Платон виробляє розсічення вертикальне: на праве і ліве, на святе і ганебне, на добре і зле, причому, праве має всі ступені, починаючи з чуттєвої і фізичної і закінчуючи сферою небесною, так само як ліве погано не тим, що воно чуттєве і матеріальне, а тим, що воно нігілістичне і викривлене.
У «Бенкеті» Платон вже самим вибором сцени створив вдалу раму для вирішення проблеми Ероса. З найдавніших часів бенкети були для греків місцем, де передавалися традиції справжньої чоловічої арети і де вона звеличувалась у віршах і співах. Бенкети відносилися до найстійкіших форм спілкування між вчителями та учнями і завдяки цьому набували зовсім іншого характеру. Філософські та вчені праці, що містять у своєму заголовку слово «бенкет», є свідченням того впливу, який чинила філософія та її глибока проблематика на такого роду зібрання.

### Проблема пізнання у Платона— це проблема Ероса
Ерос задає життя природі, тягне всі протилежності один до одного. Але тільки мова Сократа в цьому діалозі, що передає слова Діотіми, містить основні положення платонізму. А вона каже, що Ерос не такий вже великий і всемогутній бог. Він дитя Пороса — бога достатку і Пенії — богині бідності. Звідси і слава Ероса. Він завжди прагнув володіти чимось, символізує брак чогось. Ерос змушує людину відчувати незадоволеність. Ерос змушує людину охоплювати весь світ збирання.
Отже, в кожній людині закладено прагнення досягти прекрасного й уникнути потворного. Тому, що душа, перш ніж вселятися в наше тіло, споглядала прекрасне само по собі, рівне само по собі, справедливе само по собі. А тепер, зіткнувшись з прекрасним у природі, починає все це пригадувати. А Ерос, як би з'єднує чуттєвий і розумний світ. Він дозволяє душі в зіткненні з чуттєвим світом дедалі більше наближатися до прекрасного. Милуючись і дивуючись чуттєвим світом, людина переходить від однієї ступені до іншої, все більш і більш наближаючись до прекрасного як такого, а цим прекрасним виявляється знання. Проблема полягає в тому, щоб допомогти душі згадати справжнє знання, ідеї, що можливо тільки на шляху Ероса.
І людська душа прагне вподобатися Душі Космічній. Значить, ідеї доступні людській душі тому, що вони присутні в Душі Космічній. Світ створено розумно, згідно з благом. Благо світу — це і є реалізація ідей.

## Виноски
1. ↑  Архівована копія. Архів оригіналу за 5 травня 2012. Процитовано 3 квітня 2012.{{cite web}}:  Обслуговування CS1: Сторінки з текстом «archived copy» як значення параметру title (посилання)
2. ↑  http://psylib.ukrweb.net/books/plato01/21fedr.htm [Архівовано 24 грудня 2011 у Wayback Machine.] [2]
3. ↑  http://lib.ru/POEEAST/PLATO/pir.txt [Архівовано 6 травня 2012 у Wayback Machine.] [3]